# Moses Hamm
Moses Hamm OCist (* 19. April 1977 in Oberhausen als Johannes Hamm) ist ein deutscher Ordenspriester des Zisterzienserordens, Professor und Vorstand des Europainstituts für Cistercienserforschung.

## Leben
Johannes Hamm wuchs in Oberhausen auf und schloss das Abitur am Heinrich-Heine-Gymnasium ab. Im Rahmen des Wehrdienstes wurde er während der Grundausbildung Sanitäter bei der Bundeswehr, wechselte anschließend ins Stabsmusikkorps, wo er bis 1997 diente. Danach studierte er in München Kunstgeschichte im Hauptfach und Bayerische Kirchengeschichte und Geschichtliche Hilfswissenschaften im Nebenfach. Er promovierte bis 2007 ebenfalls in München bei Ulrich Söding und war Stipendiat der Hanns-Seidel-Stiftung. Seine Dissertation zum Thema Barocke Altartabernakel in Süddeutschland erhielt den Preis des Erzbischof-Andreas-Rohracher-Studienfonds. Nach einer Pilgerfahrt ins italienische Schio trat er 2009 in das österreichische Zisterzienserkloster Stift Heiligenkreuz ein und erhielt den Ordensnamen Moses. In Heiligenkreuz studierte er von 2009 bis 2015 Theologie. Er wurde 2016 durch den Erzbischof von Bamberg Ludwig Schick zum Priester geweiht. Nach der Weihe wurde er für drei Jahre Novizenmeister im Heiligenkreuzer Priorat Bochum-Stiepel. Anschließend war er Kaplan in Heiligenkreuz und ist seit 2022 Pfarrprovisor in Gaaden.

## Wissenschaftliche Arbeit
Während seines Studiums war er von 1999 bis 2001 Wissenschaftliche Hilfskraft am Institut für Kunstgeschichte der Ludwig-Maximilians-Universität München und absolvierte von 2007 bis 2009 ein Wissenschaftliches Volontariat im Germanischen Nationalmuseum in Nürnberg.
An der Philosophisch-Theologischen Hochschule Benedikt XVI. ist er außerordentlicher Professor für Spirituelle Theologie und Christliche Kunst. Zudem ist er der Vorstand des Europainstitus für Cistercienserforschung der Heiligenkreuzer Hochschule und Assistent des Lizentiat-Studienleiters. Von 2013 bis 2020 war er Schriftleiter der Sancta Crux. Zeitschrift des Stiftes Heiligenkreuz. Anschließend ist er seit dem 1. Januar 2021 Mitherausgeber der Analecta Cisterciensia, einer seit 1945 erscheinenden Fachzeitschrift über den Zisterzienserorden.

## Schriften
- Eigene Schriften:
  - Barocke Altartabernakel in Süddeutschland. Petersberg 2010, ISBN 978-3-86568-580-3 (Dissertation).
  - Kirchen der Pfarrei St. Michael Seeshaupt. 2.  Auflage. Katholische Pfarrgemeinde Seeshaupt, Seeshaupt 2014.
  - Die spirituellen Grundlagen der Evangelischen Räte. Be&Be Verlag, Heiligenkreuz 2017, ISBN 978-3-903118-03-4.
  - Sancta Crux 2019. In: Zeitschrift des Stiftes Heiligenkreuz. Nr. 136. Be&Be Verlag, Heiligenkreuz 2021, ISBN 978-3-903602-12-0.
  - Sancta Crux 2020. In: Zeitschrift des Stiftes Heiligenkreuz. Nr. 137. Be&Be Verlag, Heiligenkreuz 2022, ISBN 978-3-903602-45-8.
- Herausgeberschaften:
  - Moses Hamm (Hrsg.): Sancta Crux. Be&Be Verlag, ZDB-ID 302220-1 (2013–2020).
  - Moses Hamm et al. (Hrsg.): Analecta Cisterciensia 70. Band 1, ANNUS LXX. Be&Be Verlag, Heiligenkreuz 2021, ISBN 978-3-903602-28-1.
  - Moses Hamm et al. (Hrsg.): Analecta Cisterciensia 70. Band 2, ANNUS LXX. Be&Be Verlag, Heiligenkreuz 2021, ISBN 978-3-903602-29-8.
  - Moses Hamm et al. (Hrsg.): Analecta Cisterciensia 71. ANNUS LXXI. Be&Be Verlag, Heiligenkreuz 2022, ISBN 978-3-903602-51-9.
  - Moses Hamm et al. (Hrsg.): Analecta Cisterciensia 72. ANNUS LXXII. Be&Be Verlag, Heiligenkreuz 2023, ISBN 978-3-903602-99-1.
  - Moses Hamm et al. (Hrsg.): Analecta Cisterciensia 73. ANNUS LXXIII. Be&Be Verlag, Heiligenkreuz 2024, ISBN 978-3-903518-06-3.
  - Moses Hamm et al. (Hrsg.): Analecta Cisterciensia 74. ANNUS LXXIV. Be&Be Verlag, Heiligenkreuz 2025, ISBN 978-3-903518-36-0.